# John Dalton (kierowca wyścigowy)
John Dalton (ur. 17 listopada 1930 roku) – brytyjski kierowca wyścigowy.

## Kariera
W wyścigach samochodowych Dalton poświęcił się głównie startom zaliczanym do klasyfikacji Mistrzostw Świata Samochodów Sportowych. W latach 1957, 1960 pojawiał się w stawce 24-godzinnego wyścigu Le Mans. W pierwszym sezonie startów stanął na drugim stopniu podium w klasie S 1.1, a w klasyfikacji generalnej był trzynasty. Trzy lata później odniósł zwycięstwo w klasie S 1.0.